# Louis Maxson
Louis William Maxson (2 de julio de 1855-2 de julio de 1916) fue un deportista estadounidense que compitió en tiro con arco, en la modalidad de arco recurvo. Participó en los Juegos Olímpicos de San Luis 1904, obteniendo una medalla de oro en la prueba por equipo.

## Palmarés internacional
| Juegos Olímpicos | Juegos Olímpicos          | Juegos Olímpicos | Juegos Olímpicos |
| Año              | Lugar                     | Medalla          | Prueba           |
| ---------------- | ------------------------- | ---------------- | ---------------- |
| 1904             | San Luis (Estados Unidos) | Medalla de oro   | Equipo           |